# Göran Scharmer
Göran Scharmer, född 1951, är en svensk astronom och professor i astronomi. Han är föreståndare för Institutet för solfysik, i det uppdraget har han tidigare varit stationerad på kanarieön La Palma där den svenska Forskningsstationen för astrofysik håller till. Han blev 1995 ledamot av Vetenskapsakademien.